# أدريان دوادي
أدريان دوادي (بالفرنسية: Adrien Douady)‏ هو عالم رياضيات فرنسي.